# Bongo Maffin

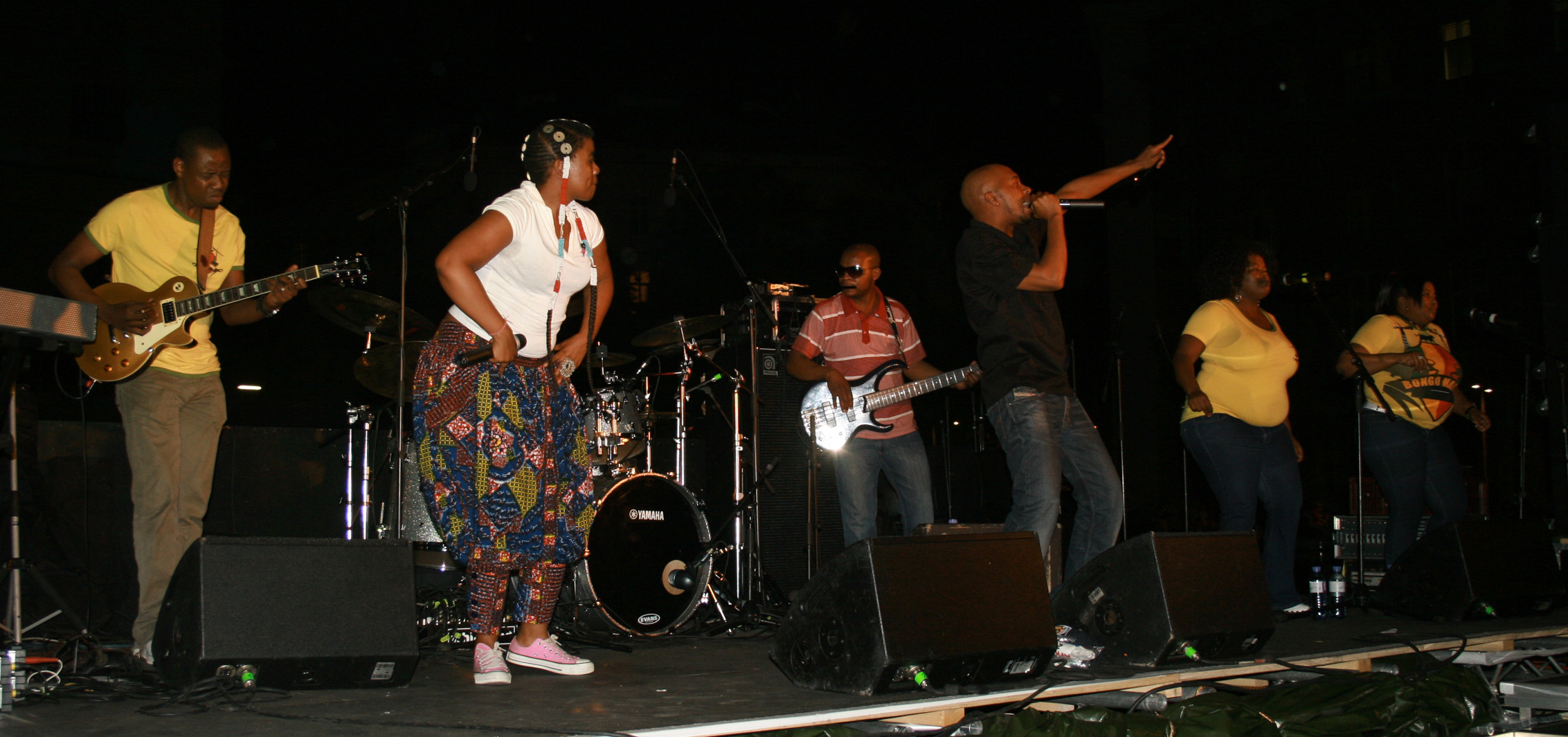
Bongo Maffin (Wien, 2008)

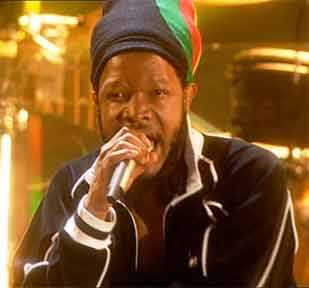
Appleseed, Frontmann von Bongo Maffin

Bongo Maffin war eine der bekanntesten Kwaito-Bands Südafrikas.

## Geschichte
Die Gruppe entstand 1996 auf Initiative des DJs Oscar. Dazu kamen Appleseed aus Simbabwe, der den Reggae-Einfluss mitbrachte, und Stoan, der zuvor bei der Kwaito-Band Thebe gesungen hatte. 1997 wurde Red (Thandiswa Mazwai), nachdem sie bereits zuvor als Backgroundsängerin und Studiomusikerin mitgewirkt hatte, festes Mitglied von Bongo Maffin.
Am 29. November 2003 trat Bongo Maffin beim Benefizkonzert 46664 für die Bekämpfung von AIDS auf. Internationale Aufmerksamkeit erhielt die Band durch Zusammenarbeiten mit Musikern wie Stevie Wonder, Chaka Khan und Skunk Anansie. Ab November 2004 gab es wiederholt gemeinsame Auftritte mit der Berliner Raggaband Seeed. 2004 begann Thandiswa Mazwai eine Solokarriere.
2017 wurde eine Reunion der Band diskutiert.

## Stil
Die Texte ihrer Lieder erzählen vom Alltag der jungen Generation Südafrikas, von der Liebe in Zeiten von AIDS, der Sehnsucht nach den spirituellen afrikanischen Wurzeln und der Notwendigkeit eines afrikanischen Selbstbewusstseins.

## Auszeichnungen
- 1999: South African Music Award: Best Kwaito Artist
- 2000: Kora All African Music Award in der Kategorie Best African Arrangement[2]
- 2001: Kora All African Music Awards: Best African Artist